# Saint François d'Assise dans sa tombe
Saint François d'Assise dans sa tombe est un tableau réalisé par le peintre espagnol Francisco de Zurbarán vers 1630-1634. Cette huile sur toile est une peinture chrétienne qui représente François d'Assise debout à l'intérieur d'un lieu sombre qui, d'après le titre, serait sa tombe. Encapuchonné sous une robe de bure, le saint patron de l'artiste y figure la tête baissée vers un crâne qu'il tient dans ses mains, son pied gauche pointant vers l'avant. Une commande de Gaspar de Guzmán, l'œuvre est depuis 1958 conservée au Milwaukee Art Museum, à Milwaukee, dans le Wisconsin, aux États-Unis.

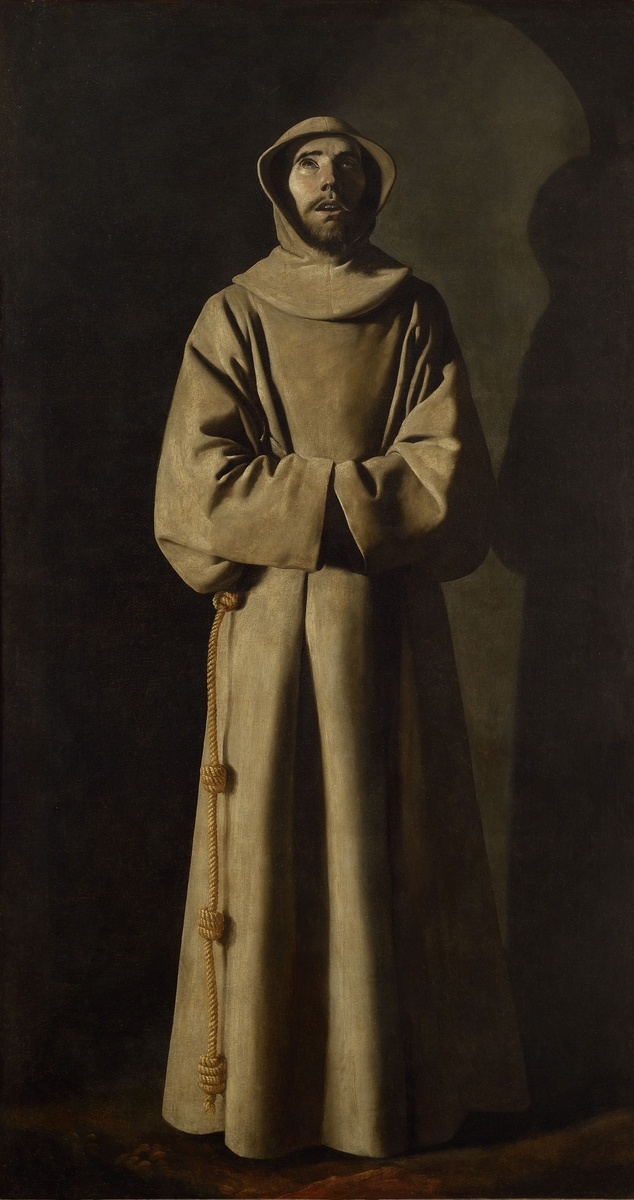
Saint François, musée des Beaux-Arts de Lyon, Lyon.
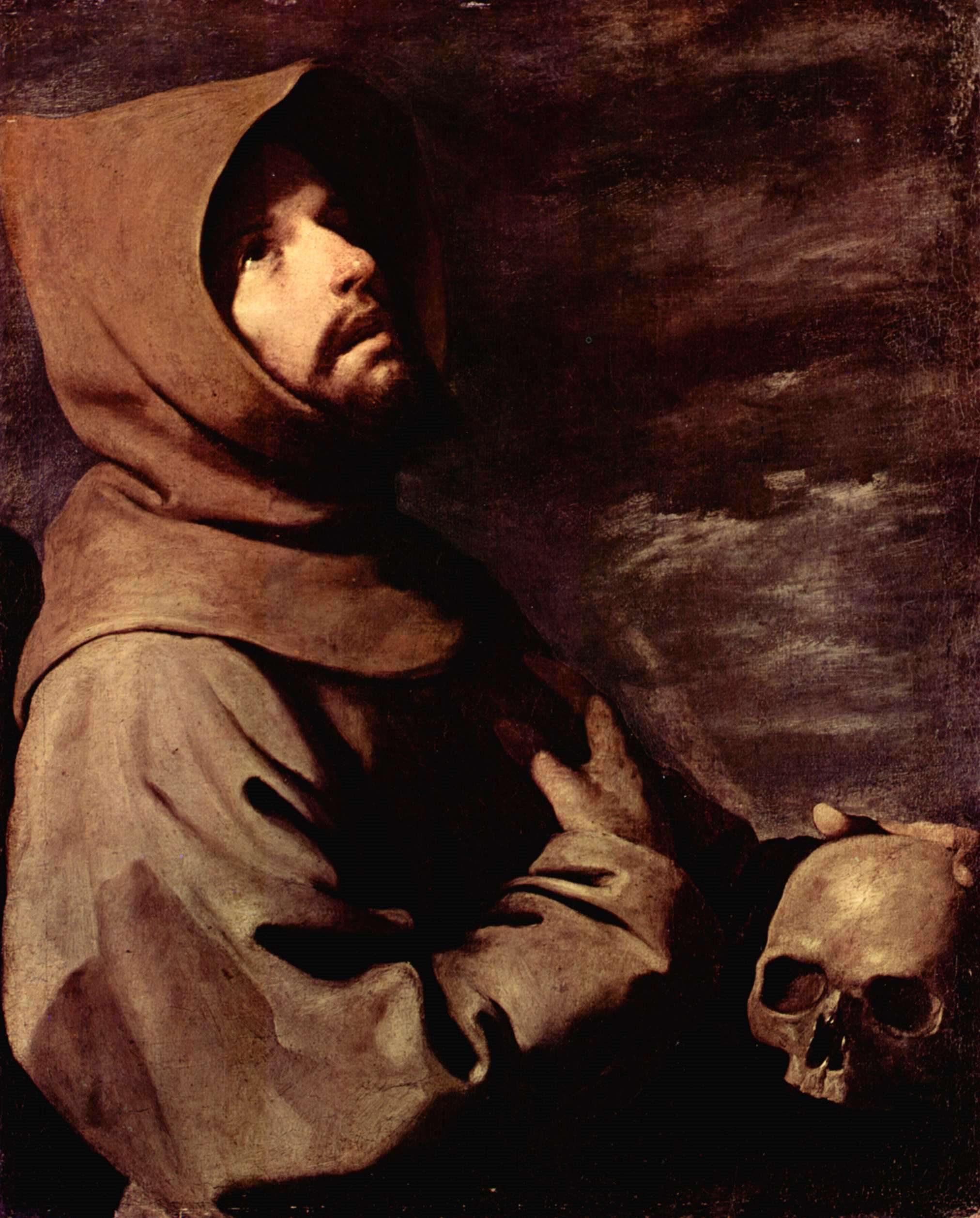
Saint François en extase, Alte Pinakothek, Munich.